# 北見相生站

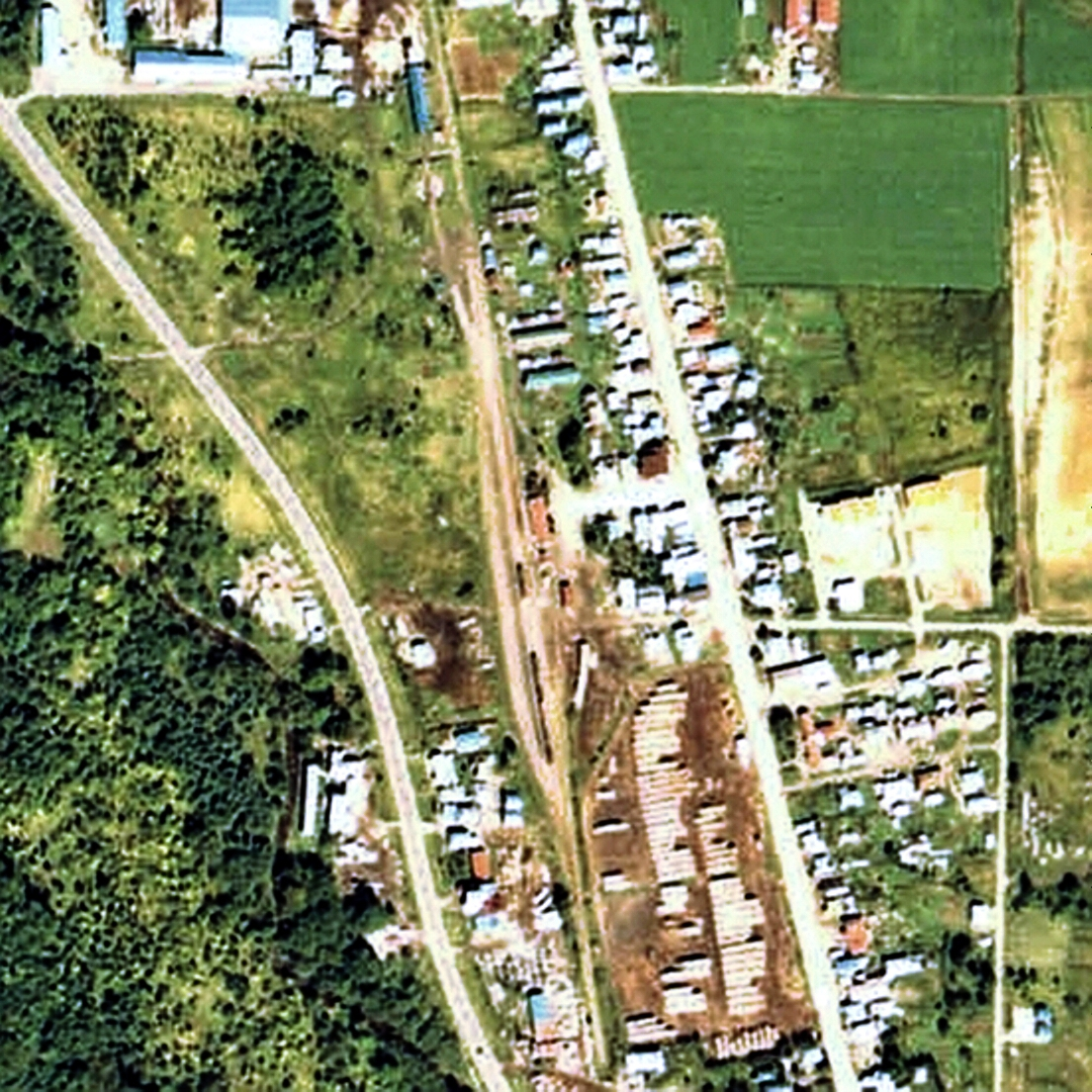
1977年的北見相生站與方圓約500米範圍。上方為美幌方向。

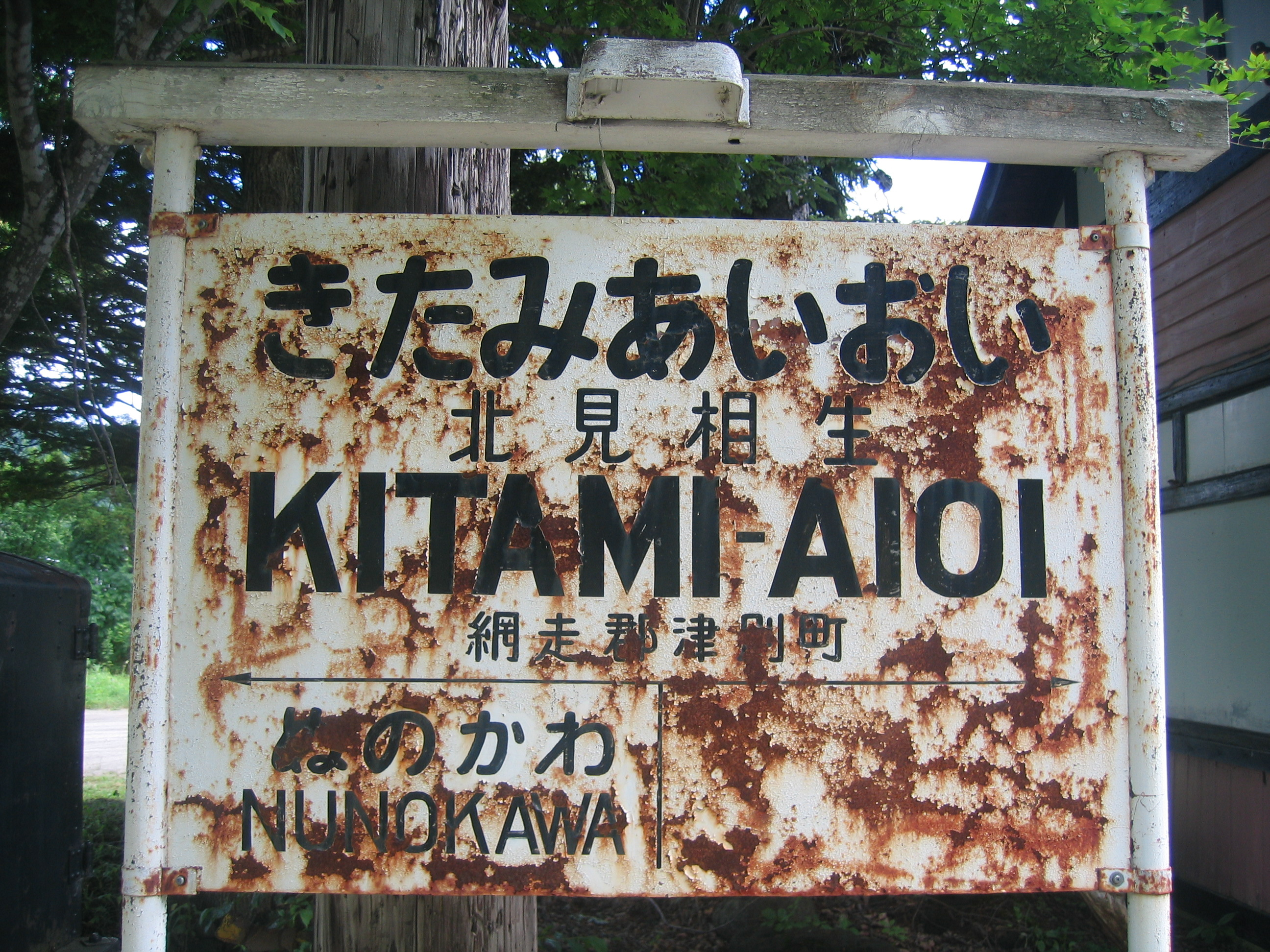
站名牌（2012年7月）

北見相生站（日语：／ Kitami-Aioi eki */?）是位於北海道網走郡津別町字相生，日本國有鐵道（國鐵）的相生線車站（廢站）。隨著相生線廢線，車站在1985年（昭和60年）4月1日廢除。

## 車站構造
截至車站廢除前，車站是一座地面車站，設有1面1線的單式月台。此站為終點站。此站是職員配置站。站內設有機走線等數條側線。月台位於路軌東邊（北見相生方向的列車會開啟左邊車門）。此站設有木製車站大樓。車站大樓南邊設有1條側線，該處設有缺角式月台。曾經此站設有供水搭和轉車盤。在路線廢除前撤走（轉車盤遺蹟還存在）。月台上種植高山植物駒草。

## 站名的由來
站名取自所在地名。為了與其他「相生站」造成混淆，因此冠以舊國名「北見」。
在《站名之起源》（1936年版）中，「相生」源自Nupupamanai川的「相生橋」。

## 使用狀況
- 在1981年度（昭和56年度），1日上下車人次為60人[1]。

## 車站周邊
車站位於山腳下的小村落。
- 北見相生郵局
- 津別町營巴士車庫
- 國道240號（日语：国道240号）
- 北海道道768號相生津別停車場線（日语：北海道道768号相生津別停車場線）
- 網走川

## 歷史
- 1925年（大正14年）11月15日 - 鐵道省相生線津別站至此站之間開通，此站啟用。當時為一般車站。
- 1949年（昭和24年）6月1日 - 日本國有鐵道成立，成為日本國有鐵道車站。
- 1979年（昭和54年）12月11日 - 結束處理貨物。
- 1984年（昭和59年）2月1日 - 結束處理行李。
- 1985年（昭和60年）4月1日 - 相生線全線廢除，此站也廢除。

## 現況
舊站遺址曾經建設交通公園。現時開設了「道之驛相生」。車站大樓復原為當時的狀熊。而設施內設有影像設施，展出了月台、路軌、站名牌、車廠、除雪車Ki703。截至2018年11月，車庫由於長年老化看似快將倒塌，因此制限進入。在2016年（平成28年）起，車站大樓變成了咖啡店。月台上的站名牌和資訊牌重新繪製，並使用了新書體。當初咖啡店名為「車站大樓Cafe Kurumi之森」。後來2018年轉換為新的「車站大樓Cafe Horoka」。

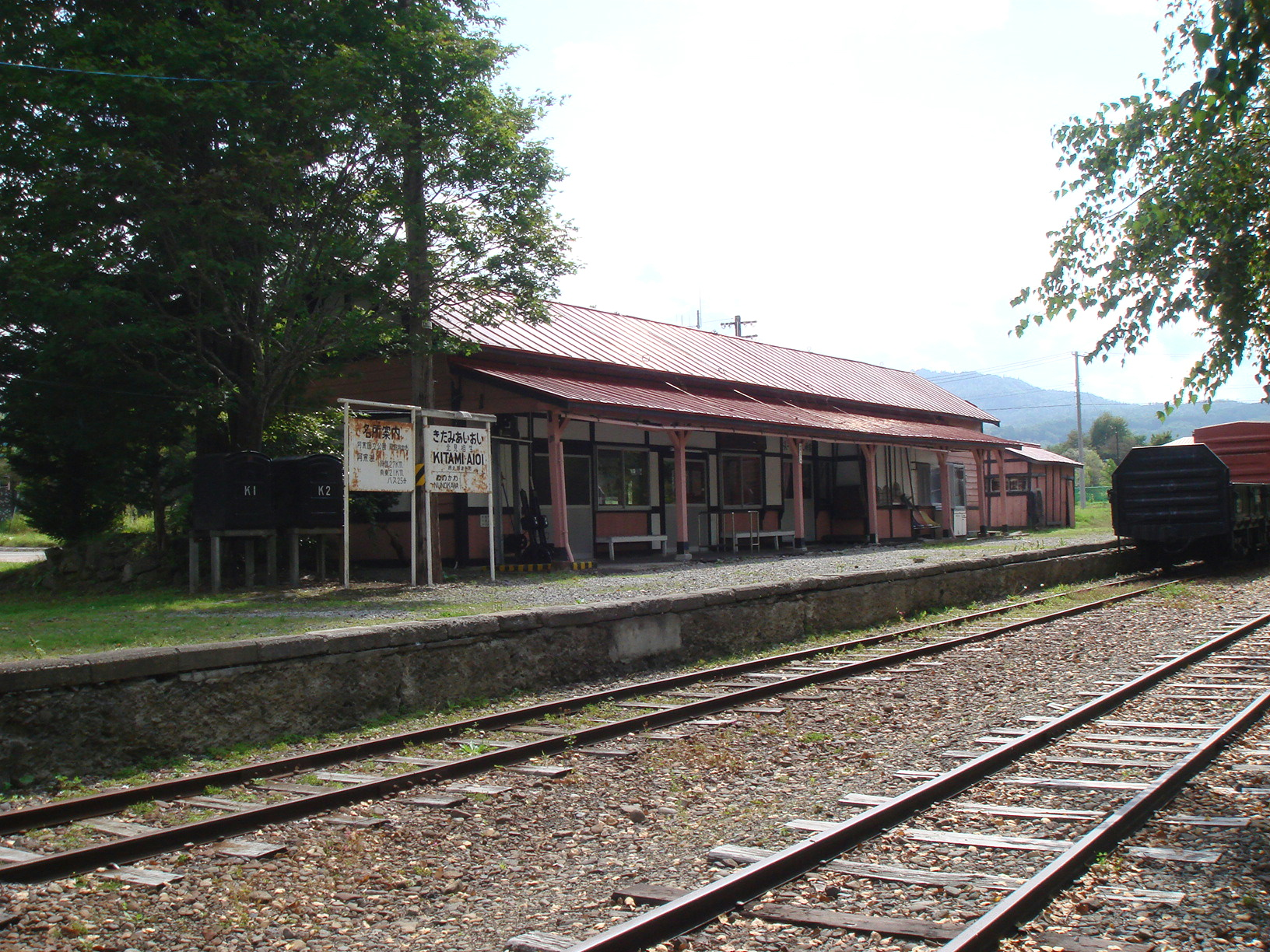
月台和路軌保留當時的樣子。
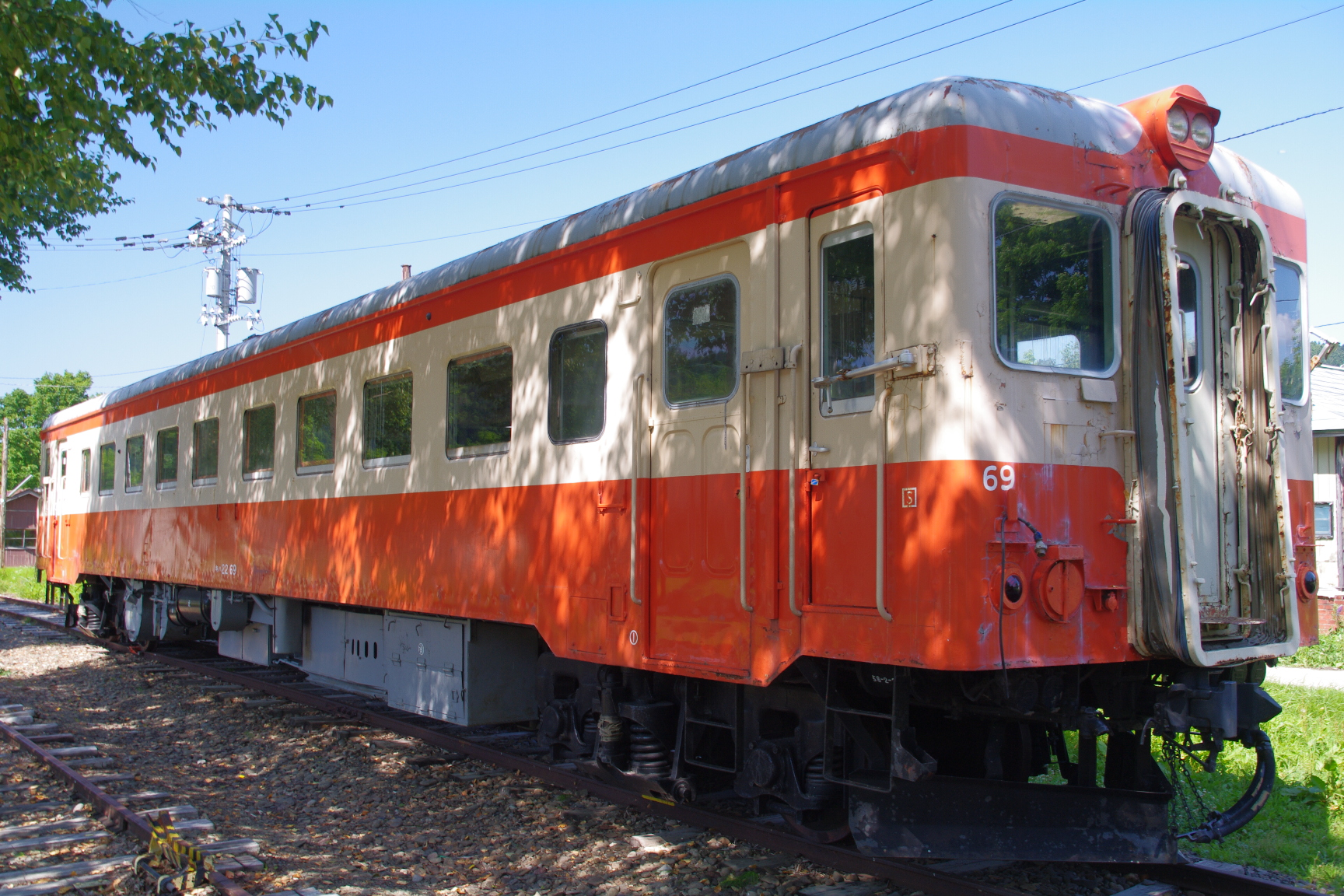
KiHa22 69
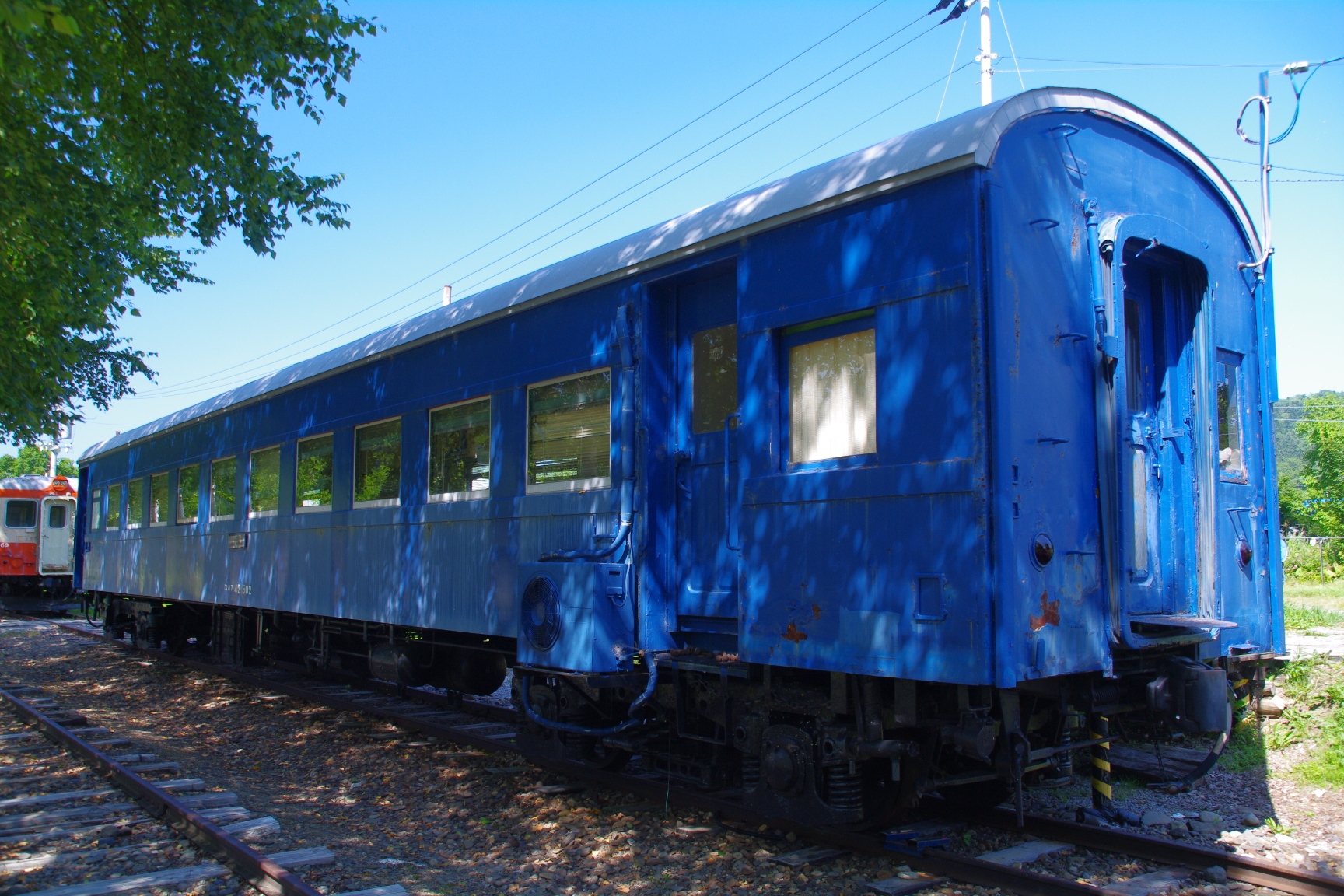
SuHaFu42 502
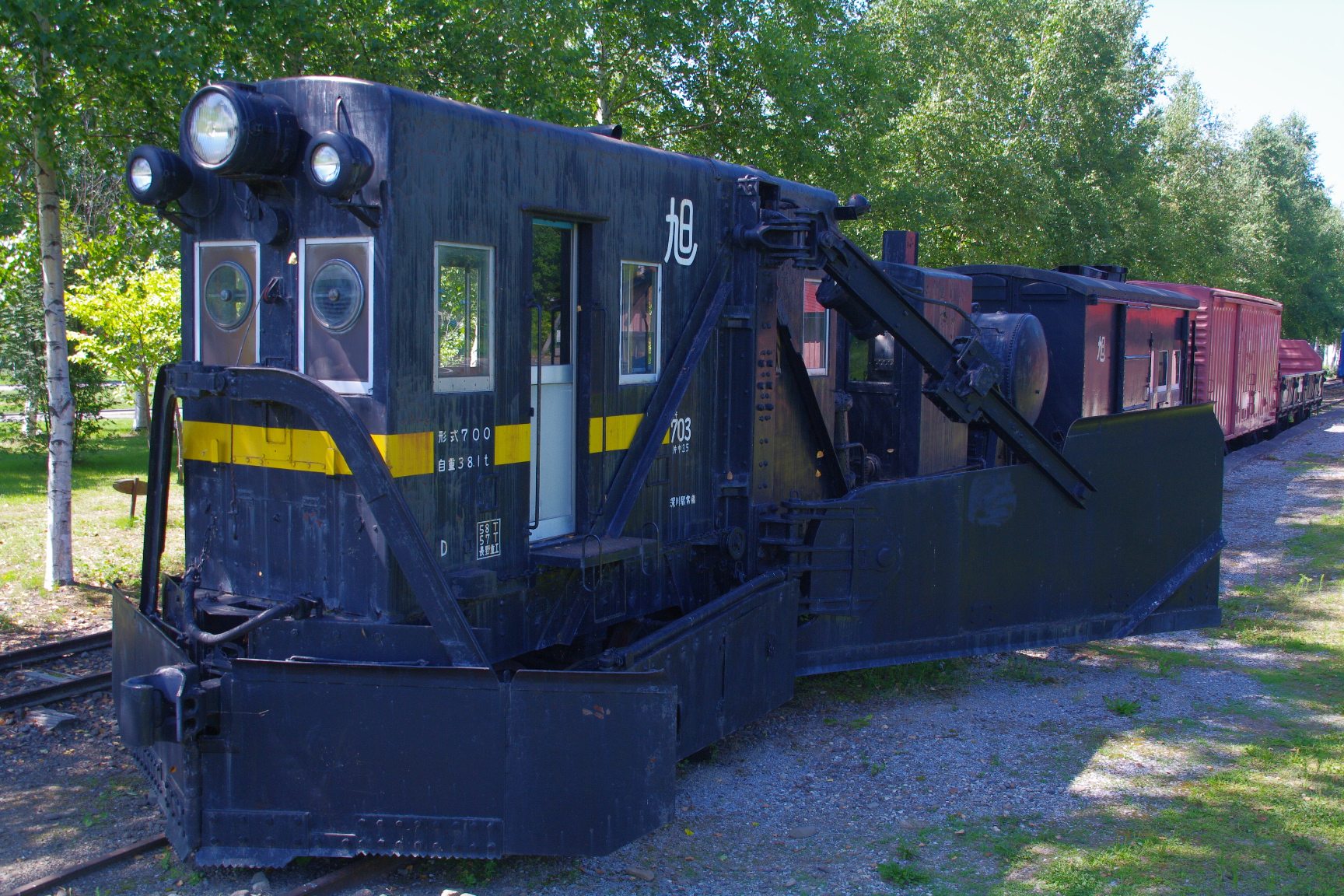
Ki703
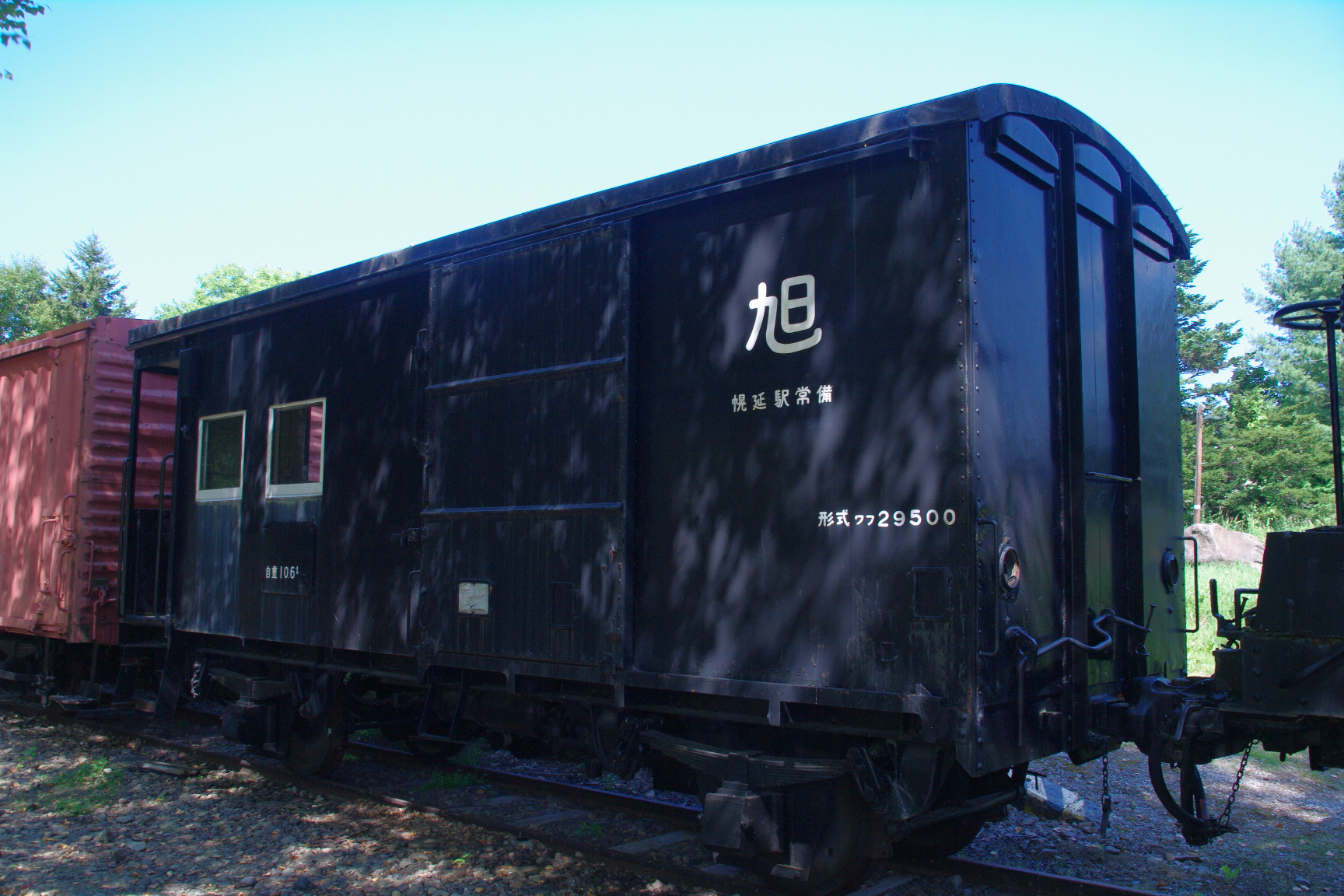
WaFu29574
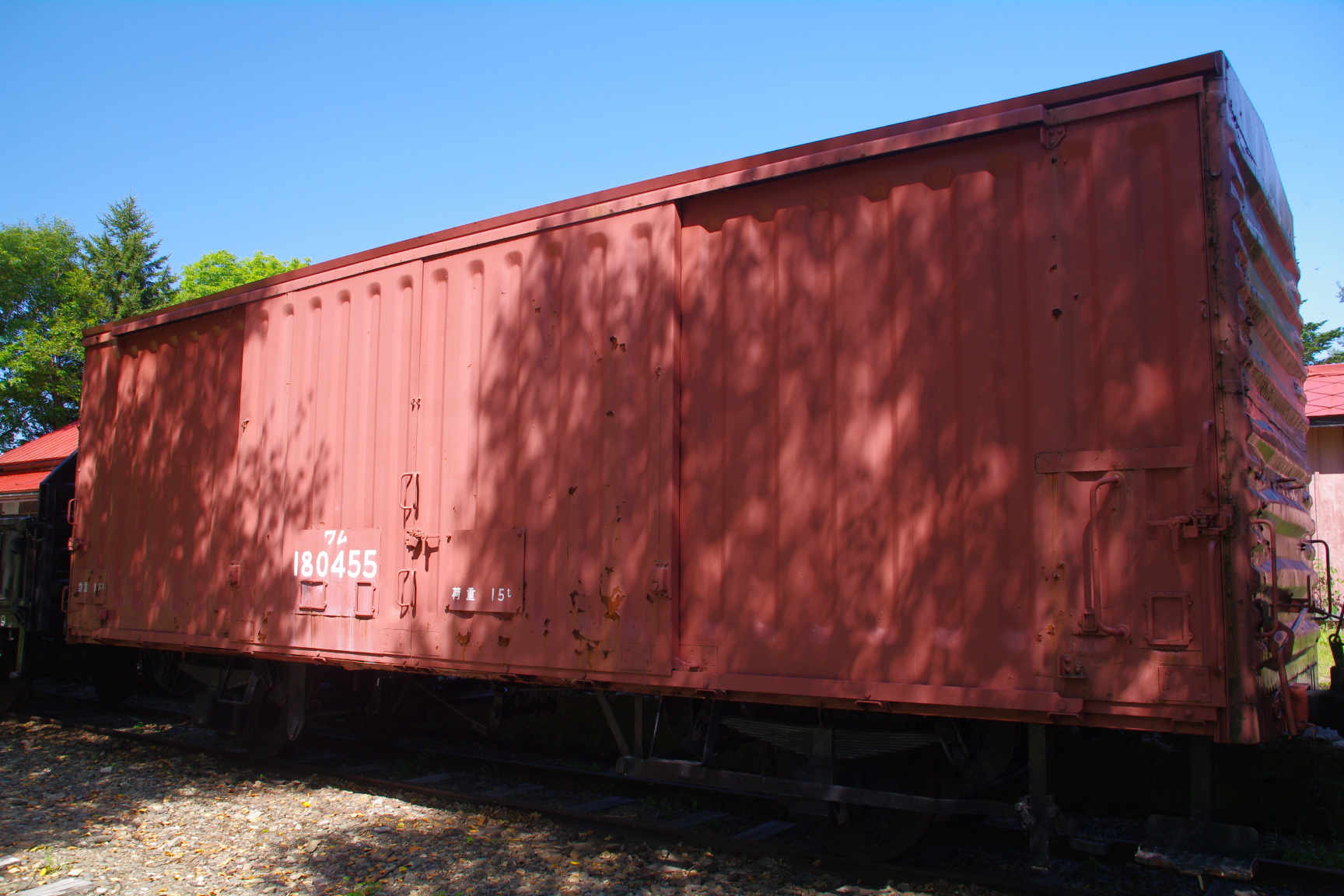
WaMu180455
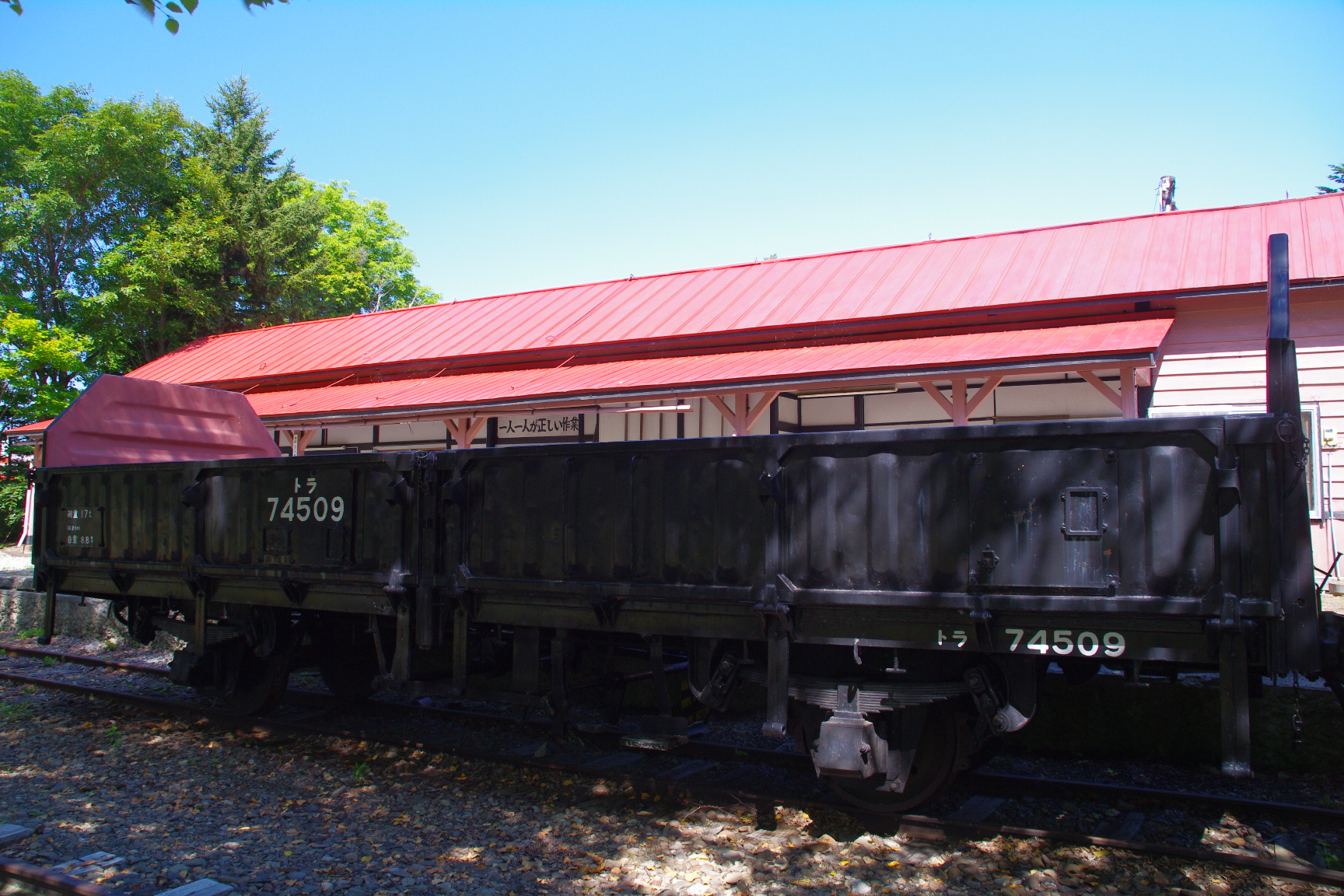
ToRa74509

## 相鄰車站
日本國有鐵道
相生線 
布川－北見相生

## 注腳
1. 1 2  書籍《国鉄全線各駅停車1 北海道690駅》（小學館，1983年7月發行）159頁。
2. 1 2  書籍《終着駅 国鉄全132》（雄雞社，1980年10月發行）12頁。
3. 1 2 3  書籍《北海道の鉄道廃線跡》（著：本久公洋，北海道新聞社，2011年9月發行）37-39頁。
4. 1 2  札幌鉄道局編 (编). . 北彊民族研究会. 1939: 105. NDLJP: 1029473 （日语）.
5. ↑  書籍《鉄道廃線跡を歩くVII》（JTB出版，2001年1月發行）43頁。
6. ↑  【ニュース】津別町相生に駅舎カフェ「ホロカ」誕生 （页面存档备份，存于） - 道東テレビ
7. ↑  受け継ぐ 手作りの味、地域の思い （页面存档备份，存于）（日語）